# Астероїди типу R
Астероїди R-типу — це рідкісні та помірно яскраві астероїди, які знаходяться у внутрішньому поясі. Вони мають спектральні характеристики, що займають проміжне положення між V- та A-типами. Виражені особливості поглинання на довжинах хвиль 1 і 2 мікрометри, що вказує на наявність силікатних мінералів. У короткохвильовій області (менше 0,7 мкм) спектр має виражене червонувате забарвлення, що відрізняє їх від інших типів астероїдів. Їхній спектр показує наявність олівіну та піроксену — мінералів, що часто зустрічаються в магматичних породах Землі. Також є ознаки можливого вмісту плагіоклазу, що свідчить про складніший мінералогічний склад порівняно з іншими типами астероїдів.
Астероїди R-типу можуть бути фрагментами мантій або кори стародавніх астероїдів, які зазнали внутрішнього нагрівання та розділення на шари (ядро, мантія, кора). Їхній склад нагадує магматичні породи, що зустрічаються на Землі, Місяці та Марсі. Оскільки вони рідкісні, їхнє детальне вивчення може дати більше інформації про процеси формування та еволюції астероїдів, а також про ранню історію Сонячної системи.
Місія IRAS спочатку класифікувала кілька астероїдів як R-типу, серед яких: 4 Веста, 246 Аспоріна, 349 Дембовська, 571 Дульсінея, 937 Бетгея. Однак подальші дослідження викликали сумніви щодо цієї класифікації. Зокрема, 4 Веста — найяскравіший астероїд у головному поясі — згодом був перекласифікований як типовий V-типовий астероїд, що зробило початкову класифікацію астероїда спірною. На сьогодні єдиним астероїдом, який достовірно належить до R-типу, є 349 Дембовська. Це підтверджено детальним спектральним аналізом у широкому діапазоні довжин хвиль.

## Список
Станом на лютий 2019 року щонайменше 5 астероїдів були класифіковані як астероїди R-типу:
| Назва              | Діаметр (км) |
| ------------------ | ------------ |
| 349 Дембовська     | 139.77       |
| 1904 Масевич       | 13.503       |
| 2371 Димитров      | 7.465        |
| 5111 Джекліф       | 6.447        |
| (257838) 2000 JQ66 | 0.78         |